# Igreja Matriz de Nossa Senhora do Bom Sucesso
A Igreja Matriz de Nossa Senhora do Bom Sucesso é um prédio histórico brasileiro, localizado em Guaratuba, Paraná. É uma obra colonial em alvenaria.
Internamente é ornada por um retábulo discreto, provavelmente do século passado. Possui a imagem de Nossa Senhora do Bom Sucesso - padroeira da cidade de Guaratuba - esculpida em madeira policromada. O prédio foi tombado e restaurado em 1972 pelo Patrimônio Histórico e Artístico Nacional, sendo uma das últimas construções coloniais do litoral do do estado.